# Atentados de Bombay de 1993
Los atentados de Bombay de 1993 fueron una serie de 15 explosiones sucedidas en Bombay (Mumbai), India, el 12 de marzo de 1993, que dejaron 257 muertos y un millar de heridos. Los ataques se constituyeron como los más destructivos y más coordinados en la historia del país. Se cree que dichos atentados tienen relación con grupos guerrilleros musulmanes, quienes habrían actuado en represalia por la demolición de la mezquita Babri Masjid en diciembre de 1992.

## Antecedentes
Entre los meses de diciembre de 1992 y de enero de 1993 hubo gran agitación social en la ciudad de Bombay, después de que la Mezquita Babri fuera destruida por grupos hindúes. Aunque no hubo pérdidas de vida en dicho incidente, entre los días 1 y 5 de enero, Bombay presenció una serie de levantamientos en los cuales 1.788 personas perdieron la vida.

## Explosiones
A la 13.30 un artefacto explosivo instalado en un coche bomba explotó en los cimientos de la Bolsa de Valores de Bombay (Bombay Stock Exchange). El edificio de 28 pisos fue severamente dañado, y muchos edificios circunvecinos (la mayoría de ellos de oficinas) también sufrieron daños. Cerca de 50 personas murieron por la explosión. Otro artefacto explotó cerca de media hora después en otra parte de la ciudad, y 13 artefactos más explotaron en otras localidades de la ciudad entre la 13.30 y las 15.40. La mayoría de las bombas se encontraban localizadas en automóviles, pero algunas se encontraban en motocicletas tipo scooter.
Tres hoteles también fueron blanco de las explosiones: Sea Rock, Juhu Centaur y Airport Centaur. En estos casos las bombas fueron escondidas en portafolios dejados en las habitaciones por los terroristas. Otras instalaciones como bancos, la oficina regional de pasaportes, un centro comercial, o las oficinas de Air India también fueron atacadas.

## Sentencias
En un macrojuicio, ha habido 100 acusados por los atentados, que han recibido distintas penas, desde prisión entre tres y diez años hasta cadena perpetua. Seis han sido los condenados a muerte, entre ellos Asghar Yusuf Mukadam, Shoaib Ghansar y Shahnawaz Qureshi.